# Coulounieix-Chamiers
Coulounieix-Chamiers è un comune francese di 8 836 abitanti situato nel dipartimento della Dordogna nella regione della Nuova Aquitania.

## Società

### Evoluzione demografica
Abitanti censiti